# Philip-Lorca diCorcia
Philip-Lorca diCorcia est un photographe américain, né au début des années 1950 (en 1951 ou en 1953)  à Hartford dans le Connecticut. Il vit et travaille à New York. 
Ses photographies associent des éléments du style artistique documentaire avec un principe de construction maîtrisée et complexe propre à l'image de fiction.

## Biographie

### Formation
Philip-Lorca diCorcia commence à s'intéresser à la photographie dans les années 1970 au début desquelles il étudie la photographie à l'université d'Hartford. Il est diplômé de la "School of the Museum of Fine Arts" de Boston en 1975 et entre dans le programme de formation en photographie en deux ans de l'université Yale à New Haven en 1979.
Après s'être intéressé à la photographie conceptuelle de son époque, diCorcia, pendant sa formation à Yale, hérite de deux approches habituellement opposées de la photographie. 
- Une approche soutenue par la tradition documentaire américaine issue, entre autres de photographes comme Walker Evans ou Robert Frank, selon laquelle même si la photographie documentaire est bien reconnue comme étant un style artistique, il s'agit d'un style basé sur l'idée que la photographie serait un médium qui permettrait une transposition directe de la réalité telle qu'elle est, en images. Cette conception de la photographie tend à considérer que la réalité et sa représentation sont en adéquation parfaite.

- Mais, au-delà de cette approche de la photographie, diCorcia hérite également d'une approche de la photographie comme médium aux nombreuses possibilités créatives. Il est particulièrement influencé par l'esthétique de l'image publicitaire mais aussi par certains aspects de l'image cinématographique. Selon Peter Galassi, si diCorcia adopte le vocabulaire de la photographie commerciale, il ne s'agit pas pour lui de juger cette dernière mais de la reconnaître comme une partie intégrante de son expérience.

### Vie professionnelle/Travail artistique personnel
- En 1981, diplômé de Yale, diCorcia quitte New York car il n'est pas sûr de vouloir faire de la photographie, il cherche alors un travail dans l'industrie du cinéma mais en vain. Il revient alors à New York où il travaille en tant qu'assistant photographe.

- Depuis 1984, il gagne sa vie en tant que photographe de magazines comme Esquire, Fortune puis, Condé Nast Traveler et Details. Ainsi, si dans son travail artistique on retrouve le processus de fabrication des images cinématographiques, on y retrouve aussi l'esthétique de la photographie de magazine.

- Jusqu'au début des années 90, son travail personnel est constitué principalement d'images représentant des scènes de la vie banale mais chaque fois remises en scène de façon cinématographique : l'appareil photo est toujours sur un pied, l'éclairage est complètement artificiel et donc maîtrisé, les personnages posent pendant la prise de vue. - En 2003, diCorcia réunit les images de cette première période dans son travail a Storybook Life (voir la suite de l'article).

- Au début des années 1990, diCorcia commence de nouvelles expériences dans son travail personnel. Jusqu'alors, il n'était sorti du studio que pour son travail professionnel, son art étant resté confiné à un environnement personnel et totalement maîtrisé.

- Ayant obtenu en 1989 une bourse d’État attribuée par la National Endowment of the Arts, diCorcia se rend plusieurs fois à Los Angeles entre 1990 et 1992 pour photographier des hommes prostitués sur Santa Monica Boulevard à Hollywood. Dans ce qui constitue donc sa première série de photographies : Hustlers, il continue de mettre en scène ses images, tout en limitant son intervention. Il photographie ses modèles dans leur environnement personnel et crée ainsi, comme le dit Peter Galassi, des scénarios représentant les fantasmes désespérés du Hollywood de diCorcia.

- En 1993, il réalise la série Streetworks dans laquelle il photographie des passants par surprise dans les rues de grandes villes mondiales (Londres, Naples, Paris, New York…). En déclenchant sans prévenir des flashes dissimulés à la vue des passants, ses images sont créées aléatoirement, la scène photographiée étant soumise au hasard.

- La série Heads réalisée en 2001, peut être rapprochée de Streetworks et de la série Two Hours (11 photographies prises en deux heures dans la rue à La Havane). Il s'agit également de personnes prises en photo dans la rue, de scènes illuminées par la lumière du flash. Les visages des passants pris à leur insu, se détachent sur un fond sombre.

- En 2003, diCorcia réunit 76 photographies prises ces vingt dernières années et jusqu'alors indépendantes, dans son travail A Storybook Life. Il s'agit d'une sorte d'album de souvenirs, réunissant ses images reconstituant des rituels de la vie quotidienne mais toujours théâtralisés, chaque image pouvant être perçue comme une amorce de narration : les limites de la réalité et de la fiction sont ainsi brouillées au sein même de la sphère privée.

## Publications
- A storybook life, Santa Fe : Twin Palms publishing, 2003  (ISBN 1-931885-23-0).

## Expositions
- 9 octobre 1986 - 6 janvier 1987 : New Photography 2: Mary Frey, David Hanson, and Philip-Lorca diCorcia, Museum of Modern Art (MoMA), New York[1].
- 2003 : exposition rétrospective, Centre national de la photographie, Paris[2],[3],[4].

## Prix et récompenses
- 2001, Prix de la photographie appliquée